# Die Jugendschriften-Warte
Die Jugendschriften-Warte war eine Veröffentlichung der Vereinigten Prüfungsausschüsse, die sich der Beurteilung von Neuerscheinungen auf dem Kinder- und Jugendbuchsektor widmete und Listen empfehlenswerter Bücher herausgab.
Hauptziel der Jugendschriften-Warte war die Erarbeitung eines Alternativangebots zur trivialen Massenliteratur für Kinder und Jugendliche.
Das erste Mal erschien das Blatt unter der Redaktion des Berliner Lehrers Paul Ziegler am 10. August 1893 mit einer Auflage von 8400 Exemplaren.
Von 1896 bis 1912 übernahm der Hamburger Lehrer H. Wolgast die Leitung. Anders als sein Vorgänger, der vorrangig pädagogische und moralische Kinderliteratur empfahl, setzte er den Akzent auf künstlerisch wertvolle Lektüre für die Jugend.
Nach Wolgast, und mit Unterbrechung am Ende des Ersten Weltkriegs, wurde die Jugendschriften-Warte unter wechselnder redaktioneller Leitung weitergeführt. Zum Ende der Weimarer Republik betrug die Auflage zwischen 180.000 und 200.000 Exemplare und war Beilage fast aller Lehrerzeitungen. Die Empfehlungen spiegelte die Meinung von etwa 250 Prüfungsausschüssen wider, die in 12 Landesverbände gegliedert waren.
1933 wurde die Jugendschriften-Warte unter dem Nationalsozialistischen Lehrerbund gleichgeschaltet.
Während ihrer Existenz hatte die Jugendschriften-Warte großen Einfluss darauf, welche Bücher für Kinder und Jugendliche empfehlenswert seien. Die Empfehlungslisten spiegeln traditionelle Bewertungskriterien wider. Das Blatt war jedoch auch Forum für unterschiedliche Standpunkte zu geeigneter Jugendliteratur.